# Eccopsis
Eccopsis is een geslacht van vlinders van de familie bladrollers (Tortricidae), uit de onderfamilie Olethreutinae.

## Soorten
- E. aegidia (Meyrick, 1932)
- E. affluens (Meyrick, 1921)
- E. agassizi Aarvik, 2004
- E. chromatica Diakonoff, 1983
- E. deprinsi Aarvik, 2004
- E. encardia Diakonoff, 1983
- E. heterodon Diakonoff, 1981
- E. incultana (Walker, 1863)
- E. inflicta (Meyrick, 1920)
- E. maschalista (Meyrick, 1932)
- E. morogoro Aarvik, 2004
- E. nebulana Walsingham, 1891
- E. nicicecilie Aarvik, 2004
- E. ochrana Aarvik, 2004
- E. ofcolacona Razowski, 2008
- E. praecedens Walsingham, 1897
- E. ptilonota (Meyrick, 1921)
- E. tucki Aarvik, 2004
- E. undosa Diakonoff, 1981
- E. wahlbergiana Zeller, 1852